# Amphiblestrum trifolium
Amphiblestrum trifolium is een mosdiertjessoort uit de familie van de Calloporidae. De wetenschappelijke naam van de soort is voor het eerst geldig gepubliceerd in 1844 door S. Wood.